# Robert Karlsson (golfspelare)
Robert Karlsson, född 3 september 1969 i Katrineholm, är en svensk professionell golfspelare.
Karlsson blev professionell på PGA European Tour 1989. Sin bästa placering på Order of Merit hade han 2008 som avslutades med Robert som etta. Han deltog i Alfred Dunhill Cup 1992,  World Cup 2001 och 2007, Seve Trophy 2000, 2002 och 2007 och Ryder Cup 2006 och 2008. Han är med sina elva segrar den svensk med flest tävlingsvinster på PGA European Tour genom tiderna. 
Med sin delade åttondeplats i 2008 års upplaga av The Masters Tournament passerade han Anders Forsbrand som den svensk som historiskt placerat sig bäst i tävlingen. Detta tappade han senare till Ludvig Åberg 2024 som placerade sig T2. 
I januari 2009 utsågs han till Årets manliga idrottare 2008 i Sverige på idrottsgalan. I januari 2010 utsågs Robert Karlsson tillsammans med Henrik Stenson till Årets lag för sin vinst i World Cup i Kina året innan.

## Meriter

### Segrar på Europatouren (European Tour)
- 1995 Open Mediterrania
- 1997 BMW International Open
- 1999 Belgacom Open
- 2001 Via Digital Open de España
- 2002 Omega European Masters
- 2006 Celtic Manor Wales Open, Deutsche Bank Players Championship of Europe
- 2008 Mercedes-Benz Championship, Alfred Dunhill Links Championship
- 2010 Commercial Bank Qatar Masters presented by Dolphin Energy
- 2010 Dubai World Championship

### Lagsegrar
- 2000 Seve Trophy
- 2006 Ryder Cup

- Robert Karlssons officiella hemsida
- Robert Karlsson på European Tour
- Robert Karlsson på Golfdata.se
- Wikimedia Commons har media som rör Robert Karlsson (golfspelare).